# Ллана з Гатола
«Ллана з Гатола» — це збірка чотирьох науково-фантастичних оповідань американського письменника Едгара Райса Берроуза, які спочатку були опубліковані в Amazing Stories у 1941 році. Перше зібране видання Ллана з Гатола було опубліковано в 1948 році з очевидно новою передмовою. Це передостання книга в серії про Барсум і остання, опублікована за життя Берроуза.
Історії в «Ллані з Гатола» мають дещо більш гумористичний тон, ніж попередні записи серії про Барсум, і ця книга вважається прикладом самопародії Берроуза наприкінці своєї кар’єри.

## Оповідання
- «Стародавні мерці» (спочатку «Місто мумій»)
- «Чорні пірати Барсума»
- «Втеча на Марсі» (оригінально «Жовті люди Марса»)
- «Невидимки Марса»

## Короткий зміст сюжету

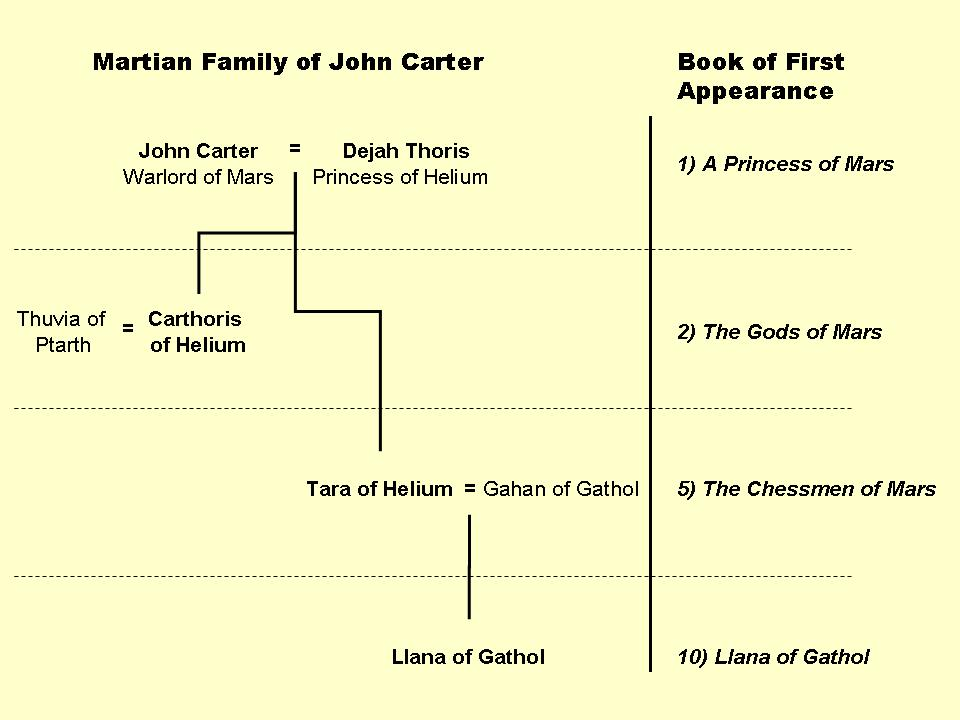
Нащадки Джона Картера

Історії в цій збірці обертаються навколо онуки Джона Картера Ллани з Гатола, яка грає роль «дівчини в біді», яку грають Дея Торіс і Тувія в попередніх частинах серіалу про Барсум.
У пошуках усамітнення Джон Картер летить у безлюдне місто Горц. За одним із тих збігів обставин, які часто зустрічаються в книгах Берроуза, він виявляє свою власну онуку Ллану з Гатола, яка перебуває в полоні. Подальші спроби безпечно повернути Ллану додому приводять Картера, Ллану та Пана Дена Чі, молодого чоловіка, якого вони підбирають по дорозі, через низку пригод. Вони зустрічають стародавнього божевільного гіпнотизера, який силою гіпнозу зберігав людей протягом майже мільйона років. Вони знаходять долину, зайняту чорними людьми, які ув'язнюють їх. Вони подорожують до землі Панкор, де солдатів заморожують і тримають у резерві, поки не знадобляться для війни. Нарешті вони досягають землі Інвак, де мешканці оволоділи мистецтвом невидимості.

## Вплив
Назву книги було створено за назвою пізнішого роману Ліна Картера «Ілана Каллісто», його серії «Каллісто», натхненної Берроузом.
Термін дії авторських прав на цю історію закінчився в Австралії і тепер вона перебуває у суспільному надбанні. Текст доступний через Project Gutenberg Australia.

## Зовнішні посилання
- Llana of Gathol at Faded Page (Canada)
- Ллана з Гатола в Internet Speculative Fiction Database (англ.)
- ERBzine C.H.A.S.E.R ENCYCLOPEDIA entry for Llana of Gathol
- Zip file Text file at Project Gutenberg Australia
- Edgar Rice Burroughs Summary Project page for Llana of Gathol

Шаблон:Burroughs (books)